# Джорф
Джорф (дари جارف) — город на северо-востоке Афганистана, административный центр района Шикаи в провинции Бадахшан.

## География
Город расположен на реке Пяндж в месте впадения в неё реки Моймояк, к северу (ниже по течению) от впадения в Пяндж реки Обиравноу с таджикской стороны, в плодородной долине на границе с Таджикистаном.
Средняя высота Джорфа над уровнем моря — 1400 м.
Джорф — единственный город в районе Шикаи. Ближайший к нему населённый пункт — афганская деревня Меймик, расположенная выше по течению реки Моймояк.

## Демография
Ожидаемая численность населения города в 2022 году составляет 4 378 человек (2 155 женщин и 2 223 мужчины).